# 1984 (альбом)
1984 — шостий студійний альбом рок-гурту Van Halen.

## Список композицій
Всі тексти написані Девідом Лі Ротом, вся музика Van Halen.
Перша сторона
1. "1984" (Інструментальна) - 1:07
2. "Jump" - 4:04
3. "Panama" - 3:32
4. "Top Jimmy" - 2:59
5. "Drop Dead Legs" - 4:14

Друга сторона
1. "Hot for Teacher" - 4:42
2. "I'll Wait" - 4:41
3. "Girl Gone Bad" - 4:35
4. "House of Pain" - 3:19